# Prix de littérature de la ville de Düsseldorf
Le Prix de littérature de la ville de Düsseldorf (en allemand : Förderpreis für Literatur der Landeshauptstadt Düsseldorf) est un prix littéraire allemand décerné par la ville de Düsseldorf en Rhénanie-du-Nord-Westphalie depuis 1972 par le Conseil de la ville en raison des décisions des tribunaux[pas clair].

## Critères d'attribution
Le Prix de littérature de la ville de Düsseldorf est donné une fois par an pour les artistes et les groupes, en particulier pour les domaines de la Poésie, Fiction, Critique littéraire et Traduction. Le prix est donné soit à une seule réalisation artistique ainsi que la performance globale existante d'un jeune artiste.
La gagnante féminine ne doit généralement pas être âgée de plus de 40 ans, le vainqueur masculin pas plus de 35 ans. Une autre attribution du prix au même artiste est autorisée s'il y a une période minimum de cinq ans entre les cérémonies.
Le prix est doté de 4 000 euros.

## Liste des lauréats
- 2022:	Vera Vorneweg, écrivain
- 2021:	Jana Buch, écrivain
- 2020:	Pearl Seemann, écrivain
- 2019:	Prix non décerné cette année
- 2018:	Tobias Steinfeld, écrivain
- 2017:	Marlene Röder, écrivain
- 2016:	Lea Beiermann, écrivain
- 2015:	Dorian Steinhoff, écrivain
- 2014:	David Finck, écrivain
- 2013: Hannah Dübgen, écrivain
- 2012: Axel von Ernst, écrivain
- 2011: Philip Holstein, critique
- 2010: Vera Elizabeth Gerling, traducteur
- 2009: Alexander Conrad, écrivain et traducteur
- 2008: Reglindis Rauca, écrivain
- 2007: Pia Helfferich, écrivain
- 2006: Sabine Klewe, écrivain
- 2005: Angela Litschev, poétesse
- 2004: Peter Philipp †, écrivain
- 2003: Frank Schablewski, écrivain
- 2002: Philip Schiemann, écrivain
- 2001: Martin Baltscheit, écrivain
- 2000: Silvia Kaffke, écrivain
- 1999: Pamela Granderath, écrivain
- 1998: Alexander Nitzberg, écrivain
- 1997: Saskia Fischer, écrivain
- 1996: Barbara Bongartz, écrivain
- 1995: Thomas Hoeps, écrivain / poète
- 1994: Caroline Ebner actrice / Wolfram Goertz, critique
- 1993: Peter Bamler, acteur / Karin Beier, directeur
- 1992: Kai Butcher, écrivain / André † Ronca, écrivain
- 1991: Isabell Lawrence, traducteur / VEV- cabaret
- 1990: Jens Berthold †, acteur
- 1989: Daniela El Aidi, mime / Kajo Scholz †, poète
- 1988: Claudia Schaller, écrivain / Hubert Winkels, écrivain et journaliste
- 1987: Barbara Zimmermann, écrivain / Heinz-Norbert Jocks, journaliste
- 1986: Georg Heinzen, Uwe Koch, écrivain / Thomas Kling †, poète
- 1985: Liane Dirks, écrivain / Ulrich Matthes, acteur
- 1984: Helga Lippelt, écrivain / Arpad Kraupa, acteur
- 1983: Krista Posch, actrice / Anton Bachleitner, meneur de jeu
- 1982: Jhawemirc Theatre Group / Raimund Hoghe, écrivain
- 1981: Bernd Schultze acteur / Dorothée Haese Ling, écrivain
- 1980: Mark Völlenklee, écrivain / Detlef Wolters, écrivain
- 1979: Doris Wolf, amateur theater " stage 79" / Jens Prüss, écrivain
- 1978: Charlotte Schwab, actrice / Wolfgang Weck †, écrivain
- 1977: Peter K. Kirchhof, écrivain / Udo Samel, acteur
- 1976: Jutta Hahn, actrice / Niklas Stiller, écrivain
- 1975: Gerhild Didusch, actrice/ Winfried Zangerle †, marionnettiste
- 1974: Marianne Hoika, actrice / Barbara Ming Mandok, écrivain
- 1973: Ilse Ritter, actrice / Stobbe born Karin Struck, écrivain
- 1972: Ferdinand Kriwet, écrivain / Wolf Seesemann, directeur